# Mönchhoferfels
Der Mönchhoferfels – alternativ Münchhofer Fels genannt – ist ein Buntsandsteinfels. Er ist unter der Kennung ND-7335-209 als Naturdenkmal ausgewiesen.

## Lage und Beschaffenheit
Der Fels befindet sich auf der Gemarkung der Ortsgemeinde Hochspeyer mehrere Kilometer südöstlich des Siedlungsgebiets und nördlich des Leinbachtals an der Südostflanke des Hohen Kopfes. Unmittelbar östlich vom ihm verläuft die Gemarkungsgrenze zu Frankenstein. Er hat eine pilzförmige Gestalt; sein „Hut“ ist zwölf Meter lang. Außerdem besitzt er innen einen Hohlraum. Er liegt in einem schwer zugänglichen Waldgebiet und ist optisch eher unauffällig.

## Geschichte
Während des Dreißigjährigen Kriegs fanden die Bewohner des Münchhofes im unmittelbaren Einzugsgebiet des Felsen Zuflucht, woher sein Name rührt. eigens dafür wurde eine bis in die Gegenwart bestehende Umwallung geschaffen und in die Felsplatte die Jahres zahl 1621 eingemeißelt.